# Los lanzallamas
Los lanzallamas fue la tercera novela del escritor, periodista y dramaturgo argentino Roberto Arlt, aunque en realidad es la continuación de su anterior obra, Los siete locos, constituyendo ambas una sola novela.
La primera edición fue lanzada en noviembre de 1931 por la Editorial Claridad, la misma que había publicado ya tres ediciones de Los siete locos (1929, 1930 y 1931) y dos de El juguete rabioso.

## Argumento
En esta segunda parte se retoma la historia y se repiten los mismos conflictos: la ansiada revolución del Astrólogo, Erdosain y su atormentada alma. El personaje de Haffner, el Rufián Melancólico, es asesinado y Elsa, exmujer de Erdosain, ha abandonado al capitán con quien había huido y se refugia en un convento. En ese lugar, Elsa les relata a las monjas su historia. 
Originalmente el autor quería titularla Los monstruos, pero un amigo le sugirió Los lanzallamas como algo más atractivo, a lo que Arlt accedió.